# Maria Ştefan-Mihoreanu
Maria Ștefan-Mihoreanu (Jurilovca, 16 februari 1954) is een Roemeens kanovaarster.
Ștefan won tijdens de Olympische Zomerspelen 1984 de gouden medaille in de K-4 500m.

## Belangrijkste resultaten

### Olympische Zomerspelen
| Editie | Plaats      | Resultaten  |
| ------ | ----------- | ----------- |
| 1976   | Montreal    | 5e K-1 500m |
| 1980   | Moskou      | 4e K-1 500m |
| 1984   | Los Angeles | K-4 500m    |

### Wereldkampioenschappen vlakwater
| Jaar | Plaats     | Resultaten          |
| ---- | ---------- | ------------------- |
| 1981 | Nottingham | K-2 500m            |
| 1983 | Tampere    | K-1 500m · K-4 500m |

1984: Agafia Constantin & Nastasia Ionescu & Tecla Marinescu & Maria Ştefan ·
1988: Anke Nothnagel & Ramona Portwich & Birgit Schmidt-Fischer & Heike Singer ·
1992: Kinga Czigány & Éva Dónusz & Rita Kőbán & Erika Mészáros ·
1996: Birgit Fischer & Manuela Mucke & Ramona Portwich & Anett Schuck ·
2000: Birgit Fischer & Manuela Mucke & Anett Schuck & Katrin Wagner-Augustin ·
2004: Birgit Fischer & Carolin Leonhardt & Maike Nollen & Katrin Wagner-Augustin ·
2008: Fanny Fischer & Nicole Reinhardt & Katrin Wagner-Augustin & Conny Waßmuth ·
2012: Krisztina Fazekas & Katalin Kovács & Danuta Kozák & Gabriella Szabó ·
2016: Tamara Csipes & Krisztina Fazekas-Zur & Danuta Kozák & Gabriella Szabó ·
2020: Kozák & Csipes & Kárász & Bodonyi ·
2024: Carrington & Hoskin & Brett & Vaughan